# 崇德
崇德（穆麟德轉寫：wesihun erdemungge；1636年四月十一日－1643年）是清太宗皇太极的第二个年号，清朝使用此年号共八年。崇德八年八月二十六日清世祖即位沿用。
朝鮮王朝在經歷丙子戰爭後，自崇德二年（1637年）起奉清正朔，行用清朝年號。

## 改元
- 天聰十年四月十一日（1636年5月15日），皇太极改国号后金为大清，建立清朝，同时改元「崇德」。[2]
- 崇德八年八月初九日（1643年9月21日），皇太極去世。同年八月廿六（1643年10月8日），清世祖即位，有詔明年改元順治。[3]

## 大事记
- 崇德六年（1641年），皇太极攻锦州。

## 出生
- 崇德三年正月三十（1638年3月15日）——顺治帝

## 逝世
- 崇德八年八月初九（1643年9月21日）——皇太極

## 公元纪年对照
| 崇德 | 元年   | 二年   | 三年   | 四年   | 五年   | 六年   | 七年   | 八年   |
| ---- | ------ | ------ | ------ | ------ | ------ | ------ | ------ | ------ |
| 公元 | 1636年 | 1637年 | 1638年 | 1639年 | 1640年 | 1641年 | 1642年 | 1643年 |
| 干支 | 丙子   | 丁丑   | 戊寅   | 己卯   | 庚辰   | 辛巳   | 壬午   | 癸未   |

## 同期存在的其他政权年号
- 中國
  - 崇祯（1628年－1644年）：明—崇祯帝朱由检之年号
  - 天运（1637年）：明朝时期—張普薇之年号
  - 兴武（1635年－1636年）：明朝时期—高迎祥之年号
- 越南
  - 順德 （1628年－1677年）：莫朝—莫敬完之年号
  - 陽和 （1635年－1643年）：后黎朝—黎神宗黎维祺之年号
  - 福泰 （1643年－1649年）：后黎朝—黎真宗黎维祐之年号
- 日本
  - 寬永（1624年－1644年）：后水尾天皇、明正天皇、后光明天皇之年號

## 深入閱讀
- 李崇智. . 北京: 中华书局. 2004年12月. ISBN 7101025129.
- 鄧洪波. . 臺北: 國立臺灣大學東亞經典與文化研究計劃. 2005年3月  [2007年3月10日]. ISBN 978-986-00-0518-9. （原始内容 (pdf)存档于2007年8月25日） （中文）.

| 前一年號： 天聪 | 清朝年號 1636年－1643年 | 下一年號： 顺治 |